# Абдул Азіз Абдул Ґані
Абдул Азіз Абдул Ґані (араб. عبد العزيز عبد الغني; 4 липня 1939 — 22 серпня 2011) — єменський державний і політичний діяч, двічі прем'єр-міністр Єменської Арабської Республіки та голова уряду об'єднаного Ємену.

## Життєпис
1962 року закінчив Університет штату Колорадо (США) за фахом економіст. У 1964—1967 роках викладав англійську та соціологію в Адені. Від 1967 до 1968 року очолював міністерство охорони здоров'я ЄАР, після чого став директором Єменського банку реконструкції і розвитку. У 1968—1971 роках був міністром економіки, а у 1971—1975 — управляючим Центрального банку Ємену. Від 1979 року — член консультативної ради ЄАР. 1980 року отримав пост віце-президента, який займав до 1985. 2003 року очолив Консультативну раду Єменської Республіки.
Помер в Ер-Ріяді від поранень, яких зазнав 3 червня 2011 року під час обстрілу резиденції президента Алі Абдалли Салеха.